# テディ・タムゴー
テディ・タムゴー（Teddy Tamgho、1989年6月15日 - ）はフランスの陸上競技選手、2013年世界選手権男子三段跳金メダリスト。男子三段跳室内世界記録保持者。
国際大会は2008年世界ジュニア選手権男子三段跳で初優勝、翌2009年には世界選手権に初出場し決勝進出の結果を残した。2010年3月、世界室内選手権で17m90の室内世界新記録を樹立。同年に開始したIAAFダイヤモンドリーグの男子三段跳年間王者に輝く。同年のヨーロッパ選手権は3位に入り銅メダルを獲得。2011年の世界選手権、2012年のロンドンオリンピックは足首の怪我のために出場できなかった。2013年8月、世界選手権決勝で18m04をマークして優勝、史上3人目の18メートルジャンパーとなる。

## 経歴

### 幼少期から2009年にかけて
タムゴーはフランス・パリで生まれた。カメルーンのバミレケ族にルーツを持つ。スヴランのコミューンで成長した子供の頃陸上競技に興味を持った。13歳からディナミク・オーナイ・クリュブ (Dynamic Aulnay Club) の選手として三段跳の競技会に出場し始めた。2007年のヨーロッパジュニア選手権で初めて選手権大会に出場したが、自己ベストの16m35を記録したものの4位となり表彰台を逃した。
翌2008年、1月にタムゴーは初めてジュニアフランス記録を樹立。2月のフランス室内選手権ではヴォルケル・マイユに次ぐジュニア世界歴代2位の16m94をマークした。タムゴーは、「助走のスピードが自分の長所であり、自らの成功の要因はコーチのジャン＝エルベ・スティーヴナールおよびチームメイトのカール・タイユピエール、バンジャマン・コンパオレとの練習の成果だ。」と述べた。

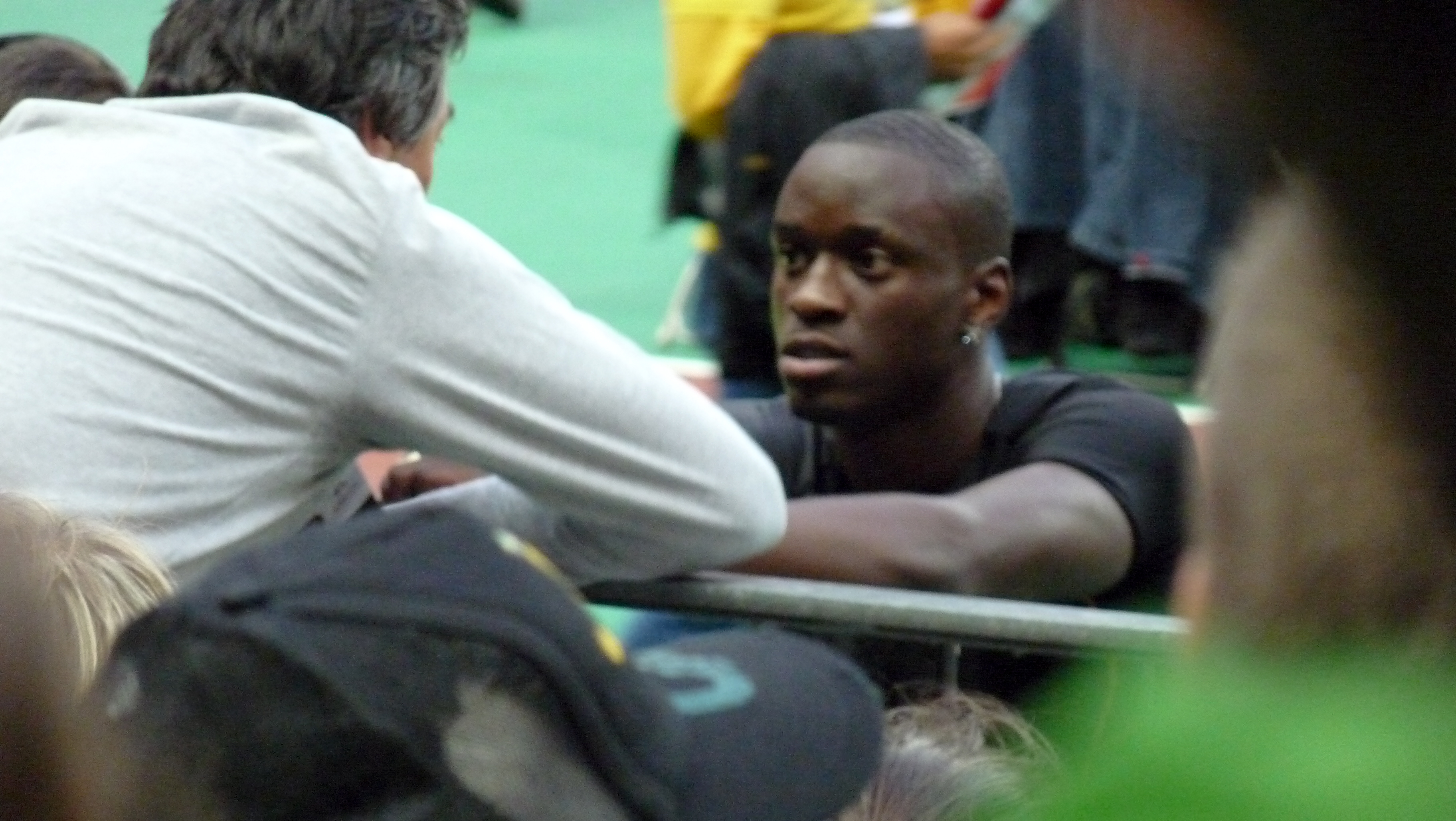
2009年ミーティングアレヴァでコーチと話を交わすタムゴー

屋外シーズンに入り、タムゴーは7月の世界ジュニア選手権に出場し、北京オリンピックのフランス代表入りに必要な標準記録17m13のクリアと優勝を狙った。17m33の記録で優勝し金メダル獲得は達成したが、優勝記録は風速2.1m/sの追い風参考記録であったため、フランス代表入りのためには公認される風速下での記録が必要な状況が続いた。タムゴーは7月のフランス選手権で調子を合わすことはできず、優勝記録から遠く及ばない16m79の記録で4位に終わった。タムゴーはオリンピック代表入りを逃し、フランスからはコロムバ・フォファナだけが同種目に出場した。
スティーヴナールとローランス・ビリーの下で練習をはじめ、2月にモンドヴィル (カルヴァドス県)で行われた室内競技会で過去の自己ベストを3回連続上回った後17m37の自己新記録で決着を付けるなど、タムゴーは著しい成長を遂げて2009年室内シーズンのスタートを切った。同月に行われたミーティングセアト (Meeting SEAT) では、フランス新記録には1cm及ばないものの、23歳以下世界最高記録となる17m58まで自己ベストを伸ばした。フランス室内選手権は17m44の記録で優勝、タムゴーは初めて国内タイトルを獲得した。しかしタムゴーはケガを抱えながら大会に出場しており、ヨーロッパ室内選手権に向けて状態を立て直すために2週間を要した。3月のヨーロッパ室内選手権は1回目の試技が16mに届かず、後の2回はファウルに終わった。タムゴーは最有力候補の1人にもかかわらず、予選で姿を消した。
屋外シーズンに入り、7月にパリで行われたミーティングアレヴァでオリンピック銀メダリストのフィリップス・イドウと対戦した。イドウは17m17をマークして優勝、タムゴーは調整不足であり16m97の記録で5位だった。7月末、タムゴーはフランス選手権で世界選手権の参加標準記録Aを突破する17m11をマークして初優勝を飾り、フランス男子三段跳選手トップの地位を固めた。8月、ベルリンで開かれた世界選手権は予選で17m11をマークし決勝進出を果たす。しかし、決勝は唯一成功した跳躍の記録が16m79で4回目以降の試技に進むことができず11位となった。

### 世界新記録樹立・世界選手権優勝

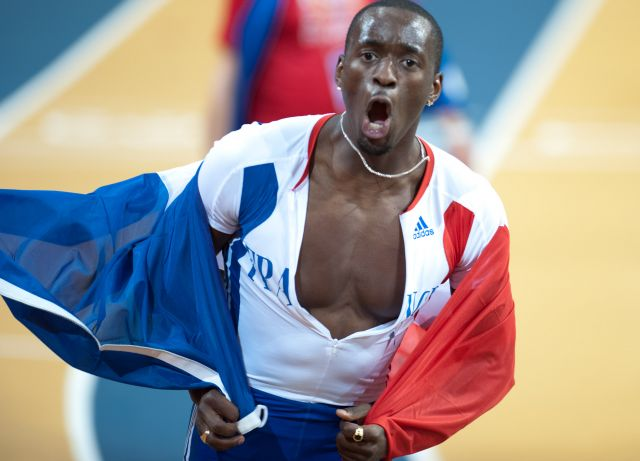
2010年3月ドーハで開かれた世界室内選手権で世界新記録を樹立、喜びを表す

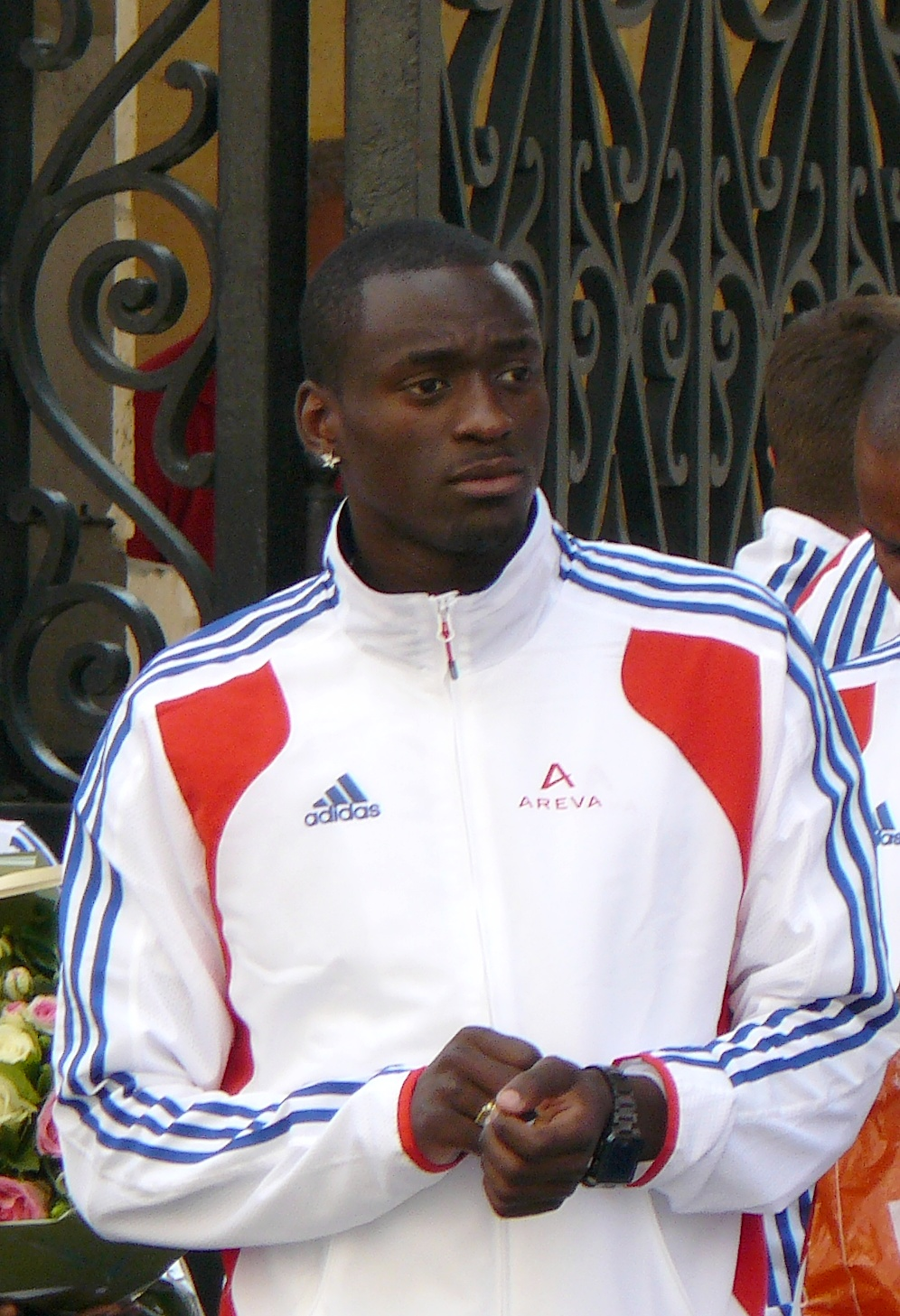
2010年8月ヨーロッパ選手権にて

2010年、2月のフランス室内選手権でコロムバ・フォファナに次ぐ2位となった後、タムゴーは世界へ目を向けた。3月の世界室内選手権に出場、決勝で1回目に17m41をマークして早々とリードを奪った。しかし、ヨンドゥリ・ベンタンゾスが1回目に自己ベストとなる17m69を記録し、タムゴーを驚かせる。タムゴーはもっと短い記録でも優勝するには十分だと思っていたが、ベンタンゾスの跳躍の後に「やり直して全力を尽くさなければならない」と言った。2回ファウルと17m超えのジャンプを2回続けたが逆転はならず、勝利のチャンスは後1回しか残っていなかった。タムゴーは最終6回目の試技で、アリーセル・ウルティアとクリスチャン・オルソンが持つ室内世界記録を7cm上回る17m90をマークし優勝した。タムゴーは「昨シーズンは不完全だった。しかし仲間のジャデル・グレゴリオとフィリップス・イドウから「もっと落ち着いて競技するように」とアドバイスを受けて、今はより強く成長し大人になったと思う。」と話した。
タムゴーの好調は屋外シーズンに入っても続き、5月のフランスクラブ選手権ではシーズン世界最高およびフランス新記録となる17m63をマークするなど5回連続17m超えを記録した。6月、タムゴーはニューヨークで行われるアディダスグランプリに出場した。この年に開始したIAAFダイヤモンドリーグへの初めての出場であった。タムゴーは3回目に17m61をマーク、5回目にそれまでの自己ベストを1cm更新する17m84を記録してリードを奪った。勝利はもう確実な状況だったが最終6回目の跳躍でジョナサン・エドワーズ、ケニー・ハリソンに次ぐ世界歴代3位となる17m98をマークした。7月のフランス選手権は前年に続いて連覇を達成したが、右ふくらはぎの痙攣に耐えなければならなかった。タムゴーはパリで行われるミーティングアレヴァへの出場を取りやめ、ヨーロッパ選手権に向けた練習でも満足に跳躍を行えなかった。7月29日に出場したヨーロッパ選手権決勝では17m45を何とかクリアして3位に入り、同大会で初めてメダルを獲得した。タムゴーは8月6日のDNガラン、8月27日の最終戦メモリアルヴァンダムで優勝を飾り、ダイヤモンドリーグ男子三段跳の初代年間王者に輝いた。このシーズンの終わりにコーチの変更を発表し、新たなコーチとして世界選手権で4回優勝経験があるイバン・ペドロソの指導を受けることになった。この年タムゴーは、ヨーロッパ陸上競技連盟から最優秀新人選手賞 (European Athletics Rising Star of the Year) の表彰を受けた。
2011年、タムゴーは2月のフランス室内選手権で17m91をマークして自身が持つ室内世界記録を1cm更新、好調なスタートを切った。3月のヨーロッパ室内選手権で17m92をマークして記録をさらに1cm更新、地元パリの観衆の前で世界記録更新と金メダル獲得を果たした。7月、アスレティッシマでシーズン世界最高記録の17m91をマークして優勝した。その後オストラヴァで開かれるヨーロッパU-23選手権のウォーミングアップ中に足首を骨折し、世界選手権などその後に行われた大会に出場できなかった。11月、タムゴーはフランス陸上競技連盟から6ヶ月の出場停止処分を受けた。10月に南フランスのトレーニングキャンプでフランス人女性陸上選手と口論に及んだことが理由であった。1500ユーロの罰金が科せられ、50時間の社会奉仕が命じられた。処分と同時に2012年8月のロンドンオリンピックは出場可能とも発表された。オリンピックは右足首手術後のために参加しなかった。
2013年、タムゴーは3月に復帰し、6月のミーティング・ドゥ・モントルイユで17m01を記録した。6月30日に出場したダイヤモンドリーグ・バーミンガムグランプリは17m47を記録してクリスチャン・テイラーに次ぐ2位に入った。7月4日のアスレティッシマはペドロ・ピチャルドに敗れたものの17m40をマークした。7月13日、フランス選手権は17m49の記録で2年ぶり3回目の優勝を飾った。
8月、タムゴーはモスクワで開かれた世界選手権に出場した。16日の予選を17m41の記録で通過。18日に行われた決勝でタムゴーは1回目に17m65を成功して首位に立つ。しかしペドロ・ピチャルドが2回目に17m68をマークし逆転されてしまう。4回目に17m68を成功したものの、タムゴーはわずかに踏み切りが合わず5回目までに3回ファウルを犯して後が無かった。しかしその3回のファウルはいずれも18m超えを予感させるに十分なジャンプだった。フランスは金メダルの有力候補であるルノー・ラビレニが2位に敗れ、タムゴーは金メダルの最後の希望を一身に背負って重圧を感じていたが、最終6回目で18m04をマークし逆転に成功した。タムゴーは、エドワーズ、ハリソンに次ぐ3人目の18mジャンパーとなった。ピチャルドの最終跳躍も再逆転はならず、タムゴーはこの大会でフランス代表唯一となる金メダルを獲得、表彰式でラ・マルセイエーズを歌った。
タムゴーは2014年6月に3度にわたってドーピング検査を受けなかったとして、フランス陸連から1年間の出場停止処分を受けた。

## 自己記録
| 種目        | 記録         | 場所       | 日付          |
| ----------- | ------------ | ---------- | ------------- |
| 三段跳 屋外 | 18m04 (+0.2) | モスクワ   | 2013年8月18日 |
| 三段跳 室内 | 17m92        | パリ       | 2011年3月6日  |
| 走幅跳 屋外 | 7m81 (+0.3)  | ヴァランス | 2013年8月31日 |
| 走幅跳 室内 | 8m01         | オーボンヌ | 2011年2月13日 |

## 主な成績
| 年   | 大会                     | 開催地             | 種目   | 順位     | 記録  |
| ---- | ------------------------ | ------------------ | ------ | -------- | ----- |
| 2007 | ヨーロッパジュニア選手権 | ナルボンヌ         | 三段跳 | 4位      | 16m35 |
| 2008 | 世界ジュニア選手権       | ビドゴシチ         | 三段跳 | 1位      | 17m33 |
| 2009 | ヨーロッパ室内選手権     | トリノ             | 三段跳 | 予選     | 15m94 |
| 2009 | 世界選手権               | ベルリン           | 三段跳 | 11位     | 16m79 |
| 2010 | 世界室内選手権           | ドーハ             | 三段跳 | 1位      | 17m90 |
| 2010 | ダイヤモンドリーグ       | ダイヤモンドリーグ | 三段跳 | 年間優勝 | 18pt  |
| 2011 | フランス室内選手権       | オービエール       | 三段跳 | 1位      | 17m91 |
| 2011 | ヨーロッパ室内選手権     | パリ               | 三段跳 | 1位      | 17m92 |
| 2013 | 世界選手権               | モスクワ           | 三段跳 | 1位      | 18m04 |

- その他優勝歴
- フランス選手権 - 2009-2010,2013年
- フランス室内選手権 - 2008-2009, 2011年

## その他
いとこには柔道家のロマヌ・ディッコがいる。